# Saint-Amans-de-Pellagal
 Saint-Amans-de-Pellagal  es una población y comuna francesa, en la región de Mediodía-Pirineos, departamento de Tarn y Garona, en el distrito de Castelsarrasin y cantón de Lauzerte.

## Demografía
| 321 | 295 | 268 | 232 | 224 | 206 |
| Para los censos de 1962 a 1999 la población legal corresponde a la población sin duplicidades (Fuente: INSEE [Consultar]) |     |     |     |     |     |